# Coupe d'Europe des nations de rugby à XIII 2015
Navigation
Édition précédente Édition suivante
La Coupe d'Europe des nations de rugby à XIII 2015 est la trente-troisième édition de la Coupe d'Europe des nations de rugby à XIII, elle se déroule entre octobre et novembre 2015, et oppose la France, le Pays de Galles, l'Écosse et l'Irlande. Ces quatre nations constituent le premier niveau européen (à l'exception de l'Angleterre).

## Villes et stades
| Bray (Irlande)                | Albi (France)                   | Avignon (France)                | Galashiels (Écosse)     | Wrexham (Pays de Galles)        | Cardiff (Pays de Galles)        |
| ----------------------------- | ------------------------------- | ------------------------------- | ----------------------- | ------------------------------- | ------------------------------- |
| Carlisle Grounds 7 000 places | Stadium municipal 13 058 places | Plaine des Sports 17 518 places | Netherdale 4 000 places | Racecourse Ground 15 500 places | Cardiff Arms Park 12 125 places |
| Carlisle Grounds, Bray        | Stadium municipal, Albi         | Plaine des Sports, Avignon      | Netherdale, Galashiels  | Racecourse Ground, Wrexham      | Cardiff Arms Park, Cardiff      |

## Déroulement de la compétition

### Classement
| Groupe |                |   |   |   |   |    |    |     |
|        | Équipe         | J | V | N | D | PP | PC | Pts |
| 1      | Pays de Galles | 3 | 3 | 0 | 0 | 62 | 22 | 6   |
| 2      | France         | 3 | 2 | 0 | 1 | 69 | 46 | 4   |
| 3      | Irlande        | 3 | 1 | 0 | 2 | 42 | 83 | 2   |
| 4      | Écosse         | 3 | 0 | 0 | 3 | 52 | 74 | 0   |

| 16 octobre  | Pays de Galles | 18 - 12 | Écosse         | Racecourse Ground, Wrexham |
| 17 octobre  | France         | 31- 14  | Irlande        | Stadium municipal, Albi    |
| 23 octobre  | Écosse         | 22 - 24 | Irlande        | Netherdale, Galashiels     |
| 30 octobre  | Pays de Galles | 14 - 6  | France         | Cardiff Arms Park, Cardiff |
| 7 novembre  | France         | 32 - 18 | Écosse         | Plaine des Sports, Avignon |
| 11 novembre | Irlande        | 4 - 30  | Pays de Galles | Carlisle Grounds, Bray     |

|  | Champion |